# Troglostrongylose
Die Troglostrongylose ist eine parasitäre Erkrankung der unteren Atemwege bei Katzen. Sie wird durch Fadenwürmer der Gattung Troglostrongylus hervorgerufen.
Die Troglostrongylose zeigt sich in milden bis hochgradigen Atemsymptomen. Die klinischen Symptome sind meist stärker als bei der Aelurostrongylose. Vor allem Katzenwelpen können auch sterben, vor allem wenn noch die Erreger des Katzenschnupfen-Komplexes als Begleitinfektion hinzukommen. Da Troglostrongylus brevior auch über die Muttermilch übertragen werden kann, sind hier vorwiegend sehr junge Tiere betroffen. Die Diagnose kann durch Untersuchung von Kotproben mittels Larvenauswanderungsverfahren erfolgen. Allerdings ähneln sich die Larven von Troglostrongylus brevior und Aelurostrongylus abstrusus so stark, dass eine molekulare Abgrenzung notwendig ist. Auch die Infektionsbiologie beider Arten ähnelt sich stark, da sie die gleichen Zwischenwirte nutzen können. Zur Behandlung können makrozyklische Laktone eingesetzt werden.